# أبو تمام
أَبُو تَمَّامْ حَبِيبْ بْنْ أَوْسْ بْنْ اَلْحَارِثْ اَلطَّائِيّ (188 - 231 هـ / 803-845م)، أحد أمراء البيان، ولد بمدينة جاسم (من قرى حوران بسورية) ورحل إلى مصر واستقدمه المعتصم إلى بغداد فأجازه وقدمه على شعراء وقته فأقام في العراق ثم ولي بريد الموصل فلم يتم سنتين حتى توفي بها.
كان أسمر، طويلاً، فصيحاً، حلو الكلام، فيه تمتمة يسيرة، يحفظ أربعة عشر ألف أرجوزة من أراجيز العرب غير القصائد والمقاطيع. وفي أخبار أبي تمام للصولي: «أنه كان أجش الصوت يصطحب راوية له حسن الصوت فينشد شعره بين يدي الخلفاء والأمراء».
في شعره قوة وجزالة، واختلف في التفضيل بينه وبين المتنبي والبحتري، له تصانيف، منها فحول الشعراء، وديوان الحماسة، ومختار أشعار القبائل، ونقائض جرير والأخطل، نُسِبَ إليه ولعله للأصمعي كما يرى الميمني.

## نشأته
ولد في جاسم من قرى حوران (في سوريا حالياً) أيام الرشيد، وكان أولا حدثا يسقي الماء بمصر، ثم جالس الأدباء، وأخذ عنهم وكان يتوقد ذكاء. وسحت قريحته بالنظم البديع. فسمع به المعتصم، فطلبه، وقدمه على الشعراء، وله فيه قصائد. وكان يوصف بطيب الأخلاق والظرف والسماحة.
وقيل: قدم في زي الأعراب، فجلس إلى حلقة من الشعراء، وطلب منهم أن يسمعوا من نظمه، فشاع وذاع وخضعوا له. وصار من أمره ما صار.
عندما ترعرع أبو تمام سافر إلى مصر فكان يسقي الماء ارتحل في سبيل المعرفة من الشام إلى مصر وتردد على مسجد الفسطاط حيث حلقات العلم مكتظة بالدارسين يستمعون إلى الشيوخ الذين يلقون الدروس في اللغة والنحو والفقه والأدب وعلوم الدين بجامع عمرو ويستقي من أدب العلماء والشعراء. حفظ الشعر منذ طفولته وصار يقلد الشعراء حتى أبدع في هذا المجال وتفرد فيه بعبقرية نادرة فأصبح شاعراً مطبوعا لطيف الفطنة دقيق المعنى له استخراجات عجائبية ومعان غريبة.

## مؤلفاته
- فحول الشعراء، و ديوان الحماسة، ومختار أشعار القبائل، ونقائض جرير والأخطل وديوان شعره.

ويعد أبو تمام من أوائل الشعراء الذين ساروا في ركاب التجديد في العصر العباسي، ذلك أنه، أخذ بمعطيات الحضارة القديمة، مع المحافظة على الأطر الجديدة للشعر، فقام مذهبه بالتالي على الجمع بين عناصر عدة هي العقل والوجدان والزخرفة، مع الآخذ بعين الاعتبار خصائص العربية ومحتوياتها. وبناء على هذه المنطلقات التي قام عليها شعره، انطلق في اختياراته، فجمع ما رآه الأفضل بما يتلاءم مع معاييره العالمية.

## ديوان الحماسة
قد حمل العصر العباسي بذور التغيير والتجديد على المستويات كافة، ما أدى إلى تطور الأذواق، فاتجه الناس ينهلون من معطيات الحضارة الجديدة، ويتفاعلون معها، وكان من أثر ذلك التغيير ابتعاد القارئ العربي عن مطالعة المطولات الشعرية، واستعاض عنها بالمقطوعات القصيرة التي تتلاءم مع ذوقه من حيث الشكل والمضمون. وهكذا صار الشعراء يهتمون بالمقطوعات القصيرة، وأكثر من ذلك أخذ بعض كبار الأدباء والنقاد يجمعون من هذه القصائد ما يحلو لهم تلبية لرغبات الجمهور، ورتبوها حسب المعاني الشعرية لتشمل الأغراض المختلفة. وأقدم ما عرفناه من هذه الاختيارات ما جمعه أبو تمام واشتهر عن المتأخرين وعرف باسم الحماسة تسمية له بأول أبوابه، ويليه أبواب أخرى هي: المراثي، والأدب، والنسيب، والهجاء، والأضياف والمديح، والصفات، والملح، ومذمة النساء. ويبدو أن الباب الأول أي باب الحماسة هو أغزر الأبواب وأهمها. ويجدر بنا أن نذكر بأن أبا تمام قد قصر اختياراته على شعراء الجاهلية وصدر الإسلام والعصر الأموي، وقد لحظت بعض المقطوعات لشعراء عباسيين مثل بشار بن برد ودعبل الخزاعي، وحماد عجرد.
وقد تقبل أهل الأدب حماسة أبي تمام تقبلا حسنا، فاهتموا بقراءتها وتدريسها، وشرحها وتفسيرها، ومن أهم شروحها:
1- شرح أبي محمد القاسم بن محمد الأصبهاني.
2- التبيه في شرح مشكل أبيات الحماسة لأبي الفتح عثمان بن جني .
3- شرح المرزوقي أحمد بن محمد.
4- الباهر في شرح ديوان الحماسة لأبي علي الفضل الطبرسي.
5- شرح عبد الله بن الحسين العكبري.
6- شرح أبي زكريا يحيي بن علي الخطيب التبريزي.
ومن جزيل شعره أيضاً قوله في رثاء محمد بن حميد الطوسي:

## من شعره
وقال أيضا،
وقال أيضا،
وله أيضا،
وأيضا،
وأيضا،
وأيضا،
وأيضا،

## قصائد جديدة
كشفت مؤسسة جائزة البابطين عن العثور على قصائد يصل عددها إلى 348 قصيدة للشاعر لم تنشر حتى الآن في تبريز في إيران وذلك في احتفالية في المغرب عام 2014 المصدر جريدة الشرق الأوسط 25\10\2014

## وفاته
توفي الشاعر أبو تَمَّام الطائي عام 231 هـ بمدينة الموصل في العراق، ودُفِنَ بها ومازال ضريحه شاخصا.

## معرض صور

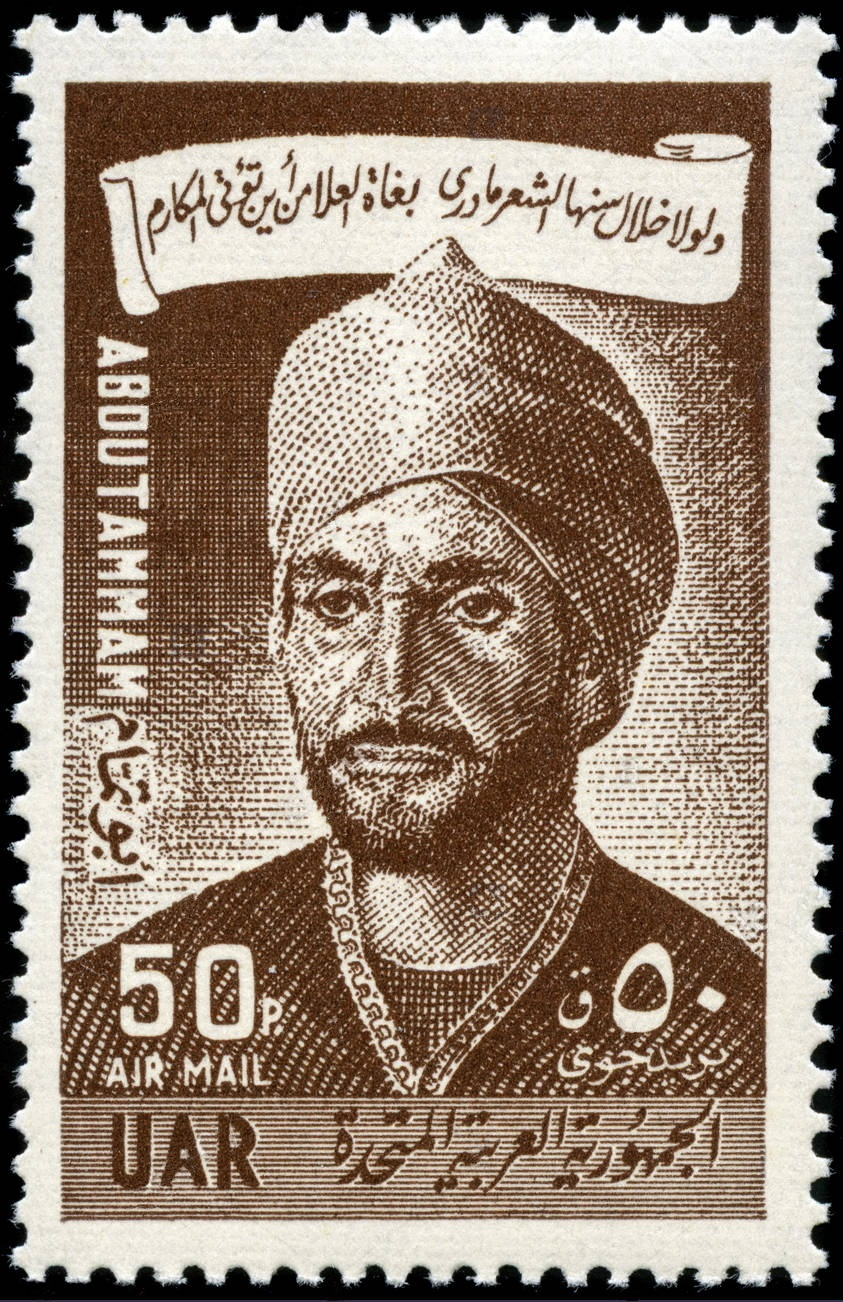
أبو تمام على طابع بريدي صدر في عام 1961م

## روابط خارجية
- أبو تمام على موقع الموسوعة البريطانية (الإنجليزية)